# Las wolności
Las wolności (tyt. oryg. Pylli i lirisë) – albański film fabularny z roku 1976 w reżyserii Gëzima Erebary, na podstawie opowiadania Nauma Priftiego Njeriu qe ndiqte kuajt.

## Opis fabuły
Akcja filmu rozgrywa się w czasie II wojny światowej. Vlash zajmuje się ujeżdżaniem koni. Jego brat zabił włoskiego szpiega i od tej pory Vlash jest uważnie obserwowany przez Lamiego i kupca Ibrahima. 
Dzięki pomocy partyzantów Vlashowi udaje się uciec w momencie zagrożenia i wraz z zaprzyjaźnioną dziewczyną Leną przyłącza się do oddziału.
Film realizowany w Lushnji.

## Obsada
- Alfred Bualoti jako Vlash Zaka
- Margarita Xhepa jako Katerina Zaka
- Reshat Arbana jako Kovi
- Dhimitra Plasari jako Lena
- Ndrek Luca jako Lano Shllapi
- Minella Borova jako Llazi Terbufi
- Lazër Filipi jako Ojciec Theodor
- Demir Hyskja jako Ibrahim bej
- Andon Qesari jako ballista
- Lutfi Hoxha jako Naum
- Vasillaq Vangjeli